# RF 단자

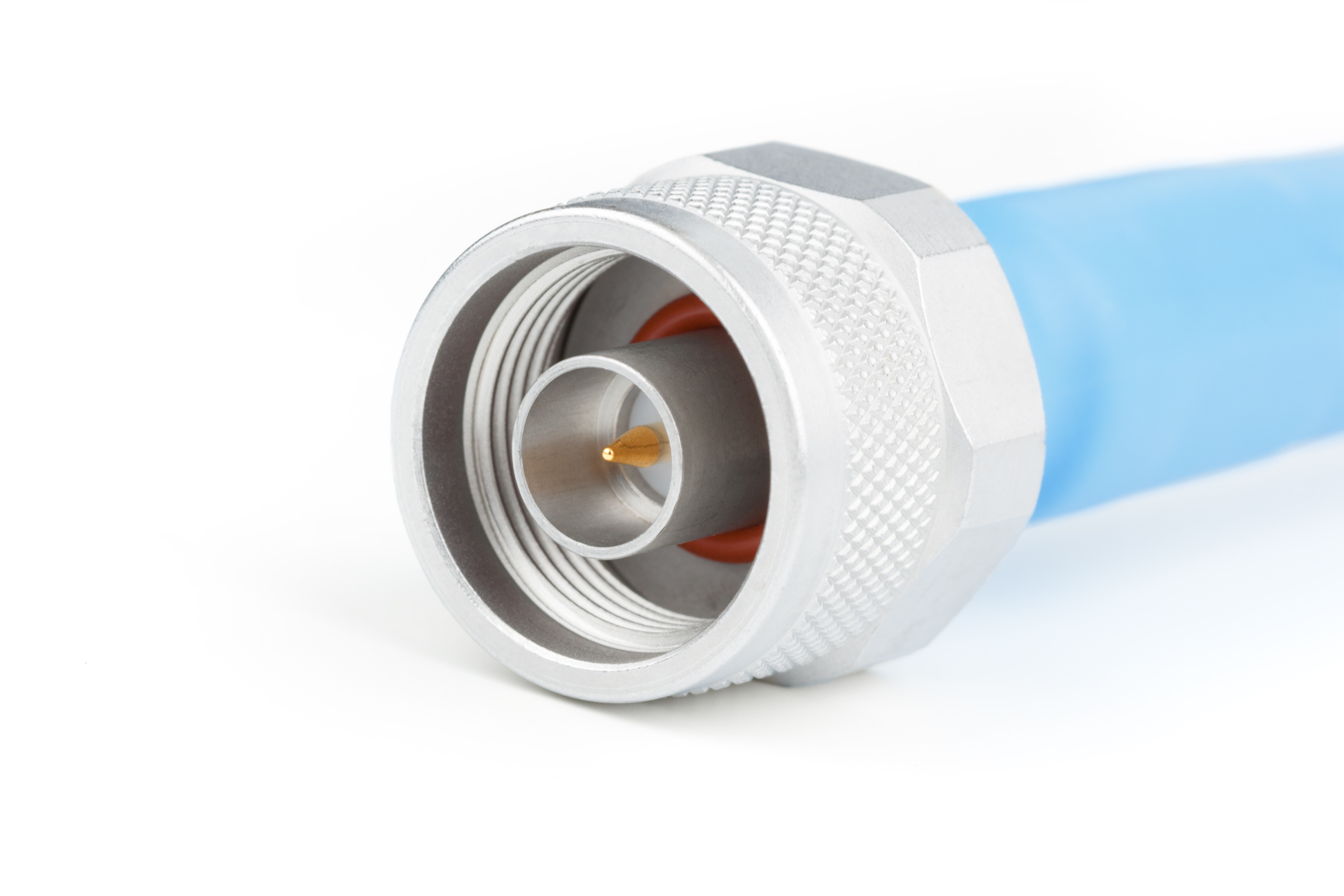
타입 N 동축 RF 단자

동축 RF 커넥터(무선 주파수 커넥터)는 다중 메가 헤르츠 범위의 무선 주파수에서 작동하도록 설계된 전기 커넥터이다. RF 커넥터는 일반적으로 동축 케이블과 함께 사용되며 동축 설계가 제공하는 차폐를 유지하도록 설계되었다. 더 나은 설계상의 모델은 또한 신호 반사와 전력 손실을 줄이기 위해 연결에서 전송선 임피던스의 변화를 최소화한다.

## 네트워크
RF 커넥터는 지상파 TV , 라디오 방송 및 위성방송의 수선을 위한 안테나 단자 케이블뿐만 아니라 무선 WIFI계열의 네트워크용으로도 사용된다.

## 같이 보기
- RCA 단자